# Вортингтон (Ајова)
Вортингтон (енгл. Worthington) град је у америчкој савезној држави Ајова. По попису становништва из 2010. у њему је живело 401 становника.

## Демографија
Према попису становништва из 2010. у граду је живело 401 становника, што је 20 (5,2%) становника више него 2000. године.
| Група             | 2000.       | 2010.       |
| Белци             | 379 (99,5%) | 394 (98,3%) |
| Афроамериканци    | 0 (0,0%)    | 1 (0,2%)    |
| Азијати           | 0 (0,0%)    | 0 (0,0%)    |
| Хиспаноамериканци | 0 (0,0%)    | 6 (1,5%)    |
| Укупно            | 381         | 401         |